# Högpresterande datorsystem
Högpresterande datorsystem (HPD), är datorsystem som ofta är massivt parallella och används för avancerade beräkningar. Exempel är simuleringar av väder, aerodynamik och kollisionsdynamik. Termen används flitigt av Swedish National Infrastructure for Computing (SNIC).